# Un (альбом)
Un или, в стилизованном виде, — ((UN)) — дебютный сольный студийный альбом британского музыканта Дэна Блэка, бывшего солиста группы The Servant. Альбом вышел в Великобритании 13 июля 2009 года на лейбле Polydor и 16 февраля 2010 года в США на лейбле A&M Records.
Альбом не попал в Billboard 200.

## Концепция
Дэн Блэк потратил год на создание материала для альбома, написав более 70 песен. Впоследствии он назвал многие из этих композиций мусором. На звучание альбома оказали влияние такие музыканты, как Принс, DJ Shadow, Бек, De La Soul. Название Un (один) означает дебютный альбом.

## Список композиций
Слова и музыка всех песен — Дэна Блэка.
| №                   | Название            | Длительность |
| ------------------- | ------------------- | ------------ |
| 1.                  | «Symphonies»        | 3:41         |
| 2.                  | «U + Me =»          | 3:11         |
| 3.                  | «Ecstasy»           | 4:11         |
| 4.                  | «Alone»             | 3:33         |
| 5.                  | «Cocoon»            | 4:22         |
| 6.                  | «Yours»             | 3:27         |
| 7.                  | «Pump My Pumps»     | 3:35         |
| 8.                  | «Wonder»            | 3:41         |
| 9.                  | «Cigarette Pack»    | 4:16         |
| 10.                 | «Life Slash Dreams» | 3:46         |
| 11.                 | «I Love Life»       | 3:12         |
| 12.                 | «Let Go»            | 5:00         |
| Общая длительность: | Общая длительность: | 45:55        |

| №   | Название                      | Длительность |
| --- | ----------------------------- | ------------ |
| 13. | «Symphonies (feat. Kid Cudi)» | 3:41         |
| 14. | «Poet»                        | 2:57         |
| 15. | «Karate Kid»                  | 4:27         |